# Idaea degeneraria
Idaea degeneraria (Jacob Hübner 1799) es un lepidóptero nocturno, una polilla de la familia Geometridae.

## Subespecies
- Idaea degeneraria alticolaria (Schawerda, 1933)
- Idaea degeneraria erschoffi (Christoph, 1872)
- Idaea degeneraria degeneraria (Hubner, 1800)

## Descripción

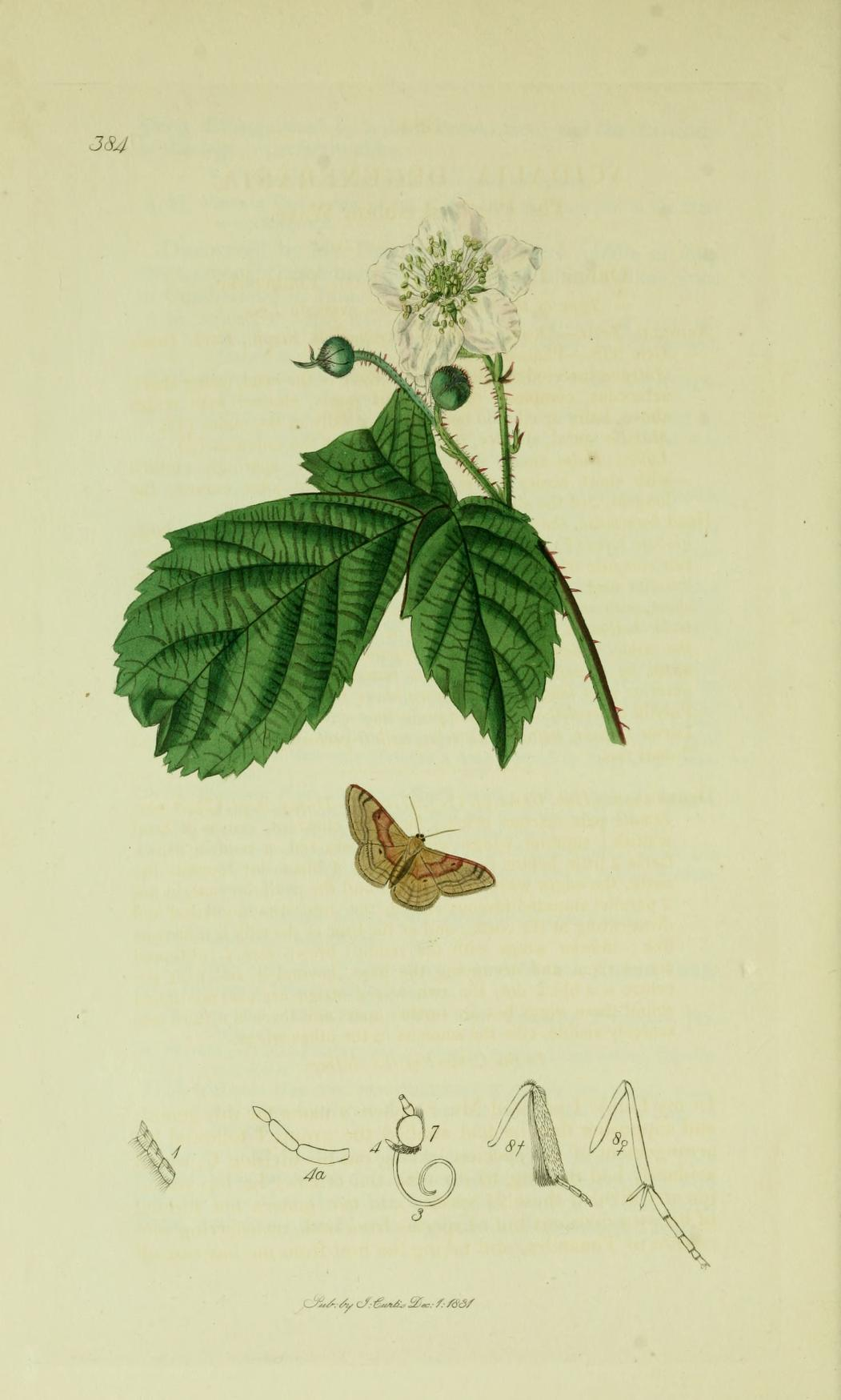
Ilustración de British Entomology John Curtis v. 6

La especie tiene una envergadura de alas de 26–31 mm y es un pequeño geométrido marrón claro.

## Biología
Las larvas se alimentan de diversos tipos de plantas herbáceas, principalmente de especies como el diente de león (Taraxacum) y (Polygonaceae). Los adultos vuelan en una sola generación desde junio a julio en las islas británicas. En la península ibérica está pendiente de concretar estudios, aunque se presume, sean más tempranas.

## Distribución
Esta especie se puede encontrar en  Europa, en el oriente próximo y en el Norte de África. Frecuente en todo tipo de biotopos y a diferentes altitudes, de amplia distribución en toda la península ibérica.  Estas polillas prefieren refugiarse bajo las piedras calizas.